# Giuseppe Baisi
Giuseppe Baisi (Napoli, 5 ottobre 1914 – Kotowkj, 1º settembre 1942) è stato un militare italiano, insignito della medaglia d'oro al valor militare alla memoria nel corso della seconda guerra mondiale.

## Biografia
Nacque a Napoli il 5 ottobre 1914, figlio di Gioacchino e Maria Baldini. Iscrittosi a frequentare la facoltà di chimica dell'università di Napoli, interruppe gli studi per intraprendere la carriera militare e, dopo avere frequentato la Regia Accademia Militare di Fanteria e Cavalleria di Modena, nell'ottobre 1938 fu nominato sottotenente in servizio permanente effettivo assegnato al 6º Reggimento alpini. Dopo avere frequentato il corso di applicazione a Parma e quello di alpinismo di Aosta, all'atto della dichiarazione di guerra a Francia e Gran Bretagna nel giugno 1940 assunse il comando del plotone esploratori del reggimento. Promosso tenente, venne ammesso a domanda alla Scuola paracadutisti di Tarquinia e nel dicembre raggiunse il reggimento in Albania, partecipando all'intera campagna militare contro la Grecia con la 54ª Compagnia del Battaglione Alpini Vestone. Rientrato in Italia nel luglio 1941, e trasferito al 4º Reggimento alpini, un mese dopo partì col battaglione alpini sciatori "Monte Cervino", per il fronte russo. Rimasto ferito in combattimento una prima volta il 22 marzo 1942 e rientrato in Italia con un treno ospedale, sul finire del mese di luglio, rinunciò alla licenza di convalescenza, e ritornò in Russia presso il battaglione alpini "Vestone" del 6º Reggimento, assumendo il comando della 54ª Compagnia. Già insignito di due medaglie di bronzo al valor militare, cadde in combattimento a Kotowkj il 1 settembre 1942, e per il coraggio dimostrato in questo frangente venne decorato con la medaglia d'oro al valor militare alla memoria.